# Czernice (rejon wileński)
Czernice (lit. Juodžiai) – wieś na Litwie, w okręgu wileńskim, w rejonie wileńskim, w gminie Mariampol.

## Historia
W XIX i w początkach XX w. położone były w Rosji, w guberni wileńskiej, w powiecie wileńskim, w gminie Rudomino. Po I wojnie światowej pod administracją polską, w Zarządzie Cywilnym Ziem Wschodnich. W latach 1920–1922 w składzie Litwy Środkowej.
Od 11 kwietnia 1922 leżały w Polsce, w województwie wileńskim, w powiecie wileńsko-trockim, w gminie Rudomino. W 1931 miejscowości liczyły:
- wieś – 111 mieszkańców, zamieszkałych w 23 budynkach,
- folwark – 89 mieszkańców, zamieszkałych w 13 budynkach,
- osada młyńska – 11 mieszkańców, zamieszkałych w 2 budynkach[2].

Po II wojnie światowej w granicach Związku Sowieckiego. Od 1991 na niepodległej Litwie.